# Рудзенск
Рудзенск (блр. Рудзенск; рус. Руденск) је насељено место са административним статусом варошице (городской посёлок) у Пухавицком рејону Минске области у Републици Белорусији. Налази се на око 41 км југоисточно од главног града земље Минска и на око 22 км од центра рејона града Марина Горка.

## Историја
Tоком XIX века Рудзенск је било село, а садашњи статус варошице има од 1938. године. Једно време чак је био и административни центар Рудзенског рејона (од 1938. до 1960).

## Демографија
Према процени за 2011. у варошици је живело 2.748 становника.

## Саобраћај
Кроз насеље пролази железничка траса на релацији Минск—Бабрујск—Гомељ.

## Спорт
Локални фудбалски клуб ФК Рудзенск се 2010. пласирао у елитну дивизију белоруског фудбала, а своје утакмице као домаћин игра у Марини Горкој због неодговарајуће спортске инфраструктуре у варошици.

## Привреда
У близини насеља налази се велика термоелектрана Минск ТЕЦ-5.